# رئیس مجلس سنا جمهوری لهستان
رئیس مجلس سنا جمهوری لهستان (لهستانی: Marszałek Senatu Rzeczypospolitej Polskiej) مقامی است که ریاست سنای لهستان را به عهده دارد. او سومین مقام بلندپایه لهستان پس از رئیس‌جمهور و رئیس مجلس نمایندگان است.